# Soo (Japan)
Soo (Japans: 曽於市, Soo-shi) is een Japanse stad in de prefectuur Kagoshima. In 2015 telde de stad 37.053 inwoners. 

## Geschiedenis
Op 1 juli 2005 werd Soo benoemd tot stad (shi). Dit gebeurde na het samenvoegen van de gemeenten Osumi (大隅町), Sueyoshi (末吉町) en Takarabe (財部町).
Subprefecturen:
Kumage · Oshima

Steden:
Aira · Akune · Amami · Hioki · Ibusuki · Ichikikushikino · Isa · Izumi · Kagoshima (hoofdstad) · Kanoya · Kirishima · Makurazaki · Minamikyushu · Minamisatsuma · Nishinoomote · Satsumasendai · Shibushi · Soo · Tarumizu

Districten:
Aira · Isa · Izumi · Kagoshima · Kimotsuki · Kumage · Soo · Satsuma · Oshima

Gemeenten per district